# باتريك هيكس
باتريك هيكس (بالإنجليزية: Patrick Hicks)‏ (1970)؛ شاعر وروائي أمريكي.